# Moses Springer
Pour les articles homonymes, voir Springer.
Moses Springer  (21 août 1824-5 septembre 1898) est un homme d'affaires et politique provincial et municipal canadien de l'Ontario. Il siège à l'Assemblée législative de 1867 à 1881 et sera le premier maire de la ville de Waterloo.

## Biographie
Né dans le village de Doon (en) dans le Haut-Canada, il devient orphelin en bas âge à la suite d'une épidémie de choléra et est adopté par l'évêque mennonite Joseph B. Hagey (en).
Il travaille ensuite comme fermier, enseignant et recenseur provincial pour le canton de Woolwich (en). S'établissant à Waterloo en 1854, il devient propriétaire du journal de langue allemande Der Canadische Bauernfreund. Il sera également président de la Ontario Mutual Life Assurance Company, plus tard la Clarica Life Assurance

## Politique
Il devient reeve du village de Waterloo et le premier maire lorsque celle-ci devient une ville en 1876.
Entre-temps, il occupe le poste de député libéral de Waterloo-Nord dès 1867 et sera réélu en 1871, 1875 et 1879. Il quitte son poste en 1881.